# كمين سيرجيف بوساد أومون (2000)
كمين سيرجيف بوساد أومون هو عراك خلال الحرب الشيشانية الثانية. في 2 مارس 2000 ، في الساعة 10:30 صباحاً في ضواحي غروزني، فتحت مفرزة من أومون من بودولسك ورجال شرطة من ايكاترينبرج النار على فرقة مكافحة الشغب من سيرجيف بوساد الذين وصلوا ليحلوا محلهم. ونتيجة لذلك، قُتل 22 شرطياً بنيران صديقة، وجُرح أكثر من 30 شخصاً.

## الكمين
في 1 مارس 2000 تم استقبال إدارة الشؤون الداخلية (قسم الشرطة) معلومات من خلال عدد نقاط التفتيش 53، والتي وقفت ان قافلة مسلحة بودولسك الأمون كسر في زي الشرطة. جنبا إلى جنب مع مكتب القائد العسكري، تم نصب كمين في قرية بودجورنى، والتي من خلالها وضع الطريق إلى الحاجز.
في 2 مارس قافلة من شرطة مكافحة الشغب سيرجيف بوساد كانت تقترب من بودجورنى والموظفين قسم الشرطة. وقد اطلقت قافلة سيرجيف بوساد النار في المقابل، وبعد ذلك تم اطلاق النار من قاعدة بودولسكي أومون. ونتيجة لذلك، 22 شرطيا قتلوا (بما في ذلك مفرزة سيرجيف قائد مكافحة الشغب في الضواحي ديمتري ماركيلوف) وأكثر من 30 جريحا.

## التحقيق والمحكمة
حاولت قيادة وزارة الداخلية للاختباء من الجمهور الحقائق حول ما حدث، وإصدار نيران صديقة للنظمت بعناية المتشددين. على وجه الخصوص، وقدمت هذه التصريحات كاذبة إلى أعضاء اللجنة الأمنية الدوما في اجتماع خاص للجنة من 6 أبريل 2000. ومن بين المتحدثين كان مسؤولين رفيعي المستوى من وزارة الداخلية: استشاري أول في وزارة الشؤون الداخلية في الاتحاد الروسي، الجنرال يوري ميخائيلوف نائب القائد الأول للقوات الداخلية BP ماكسين ونائب وزير الشؤون الداخلية V. فيدوروف. ووفقا لنائب رئيس لجنة الأمن في مجلس الدوما في الاتحاد الروسي YP ، وتقارير كانت كاذبة «أكاذيب سافرة».
في عام 2002، قدم مكتب المدعي العام ثلاث تهم بموجب المادة 293 جزء 2 من القانون الجنائي (الأداء غير السليم لمهامهم الرسمية في الخدمة، والتي تنطوي على عواقب وخيمة)، وثلاثة رفيع المستوى الضابط المسؤول عن أمن سرغيايف بوساد الأمون :. نائب رئيس منطقة موسكو، والشرطة العامة ميليشيا - بوريس، رئيس إدارة مجموعة مشتركة من القوات في الشيشان، العقيد ميخائيل فتشنكو، كذلك. حول. قائد بودولسكي أومون إلى الرائد إيغور تيخونوف. في اتصال مع مرض خطير في قضية جنائية للنائب السابق للبودولسك الأمون ايغور تيخونوف كانت قد علقت. وكان بوريس وميخائيل فتشنكو يعفى من العقاب (أربع سنوات من المستعمرة) بموجب عفو أعلن في عام 2000 في اتصال مع الذكرى ال55 لانتصار في الحرب الوطنية العظمى.
ثم اتبعت تجربة جديدة. في فبراير 2005، أيدت المحكمة العليا في أوسيتيا الشمالية إدانة للضباط، وبعد ذلك تقدم محامو نداء الرقابة لهيئة رئاسة المحكمة. في يونيو، أيدت هيئة رئاسة المحكمة العليا أوسيتيا الشمالية الجملة، حتى العثور عليهم إدانته بالإهمال، عواقب وخيمة.
اعتبارا من عام 2007 حالة من الإهمال من الجنرال بوريس والعقيد ميخائيل فتشنكو إرسالهم إلى المحكمة العليا.
في 18 فبراير 2013، نائب الرئيس السابق من وزارة الداخلية بوريس اعتقل للاشتباه في الاحتيال على نطاق واسع مع الأرض في قرية حي سيرجيف بوساد البلدية في منطقة موسكو. ووفقا لمكتب المدعي العام في منطقة موسكو، لتسجيل ملكية الأراضي، قال انه ورفاقه إنتجوا وثائق مزورة تعود من عام 1993، وتقديمها إلى السلطات تسجيل حالة.